# Xiang Chong
Xiang Chong (traditionnel : 向寵 ; simplifié : 向宠 ; pinyin : Xiàng Chǒng) (? - 240) était un général chinois lors de la période des trois Royaumes de Chine. Il servit notamment les empereurs Liu Bei et Liu Shan du royaume de Shu.

## Biographie[1]
Xiang Chong était le fils du grand frère de Xiang Lang, un général de Liu Bei. Lors de la défaite de Zigui, le bataillon de Xiang Chong se fit remarquer pour avoir subi bien moins de pertes que tous les autres.
En 223 (1re année de Jianxing), il est fait duc de Duting (都亭侯, Dūtíng hóu). Recommandé à l'Empereur Liu Shan par Zhuge Liang en 227 avant le départ de ce dernier pour une expédition, il est nommé surintendant du centre (中部督, zhōngbù dū) et commandant de la garde impériale (典宿卫兵, diǎn sù wèibīng) :

« Le général Xiang Chong est généreux et droit et a une grande expérience des affaires militaires et feu l’empereur le considérait comme capable. Votre serviteur le recommande donc comme surintendant (督, dū). Consultez-le pour les affaires de l’armée, ce qui ramènera l’harmonie dans les rangs ainsi que la satisfaction aux officiers et aux soldats d’occuper leurs postes. »

En 240 (3e année de Yanxi), il est tué lors d'une campagne contre les barbares de la région de Hanjia. Son jeune frère, Xiang Chong est promu au rang de « colonel qui tire au moindre bruit » (射声校, shè shēng xiào) et secrétaire impérial (尉尚书, wèi shàngshū)